# Hyptiotes fabaceus
Hyptiotes fabaceus là một loài nhện trong họ Uloboridae.
Loài này thuộc chi Hyptiotes. Hyptiotes fabaceus được miêu tả năm 2005 bởi Dong, Zhu & Yoshida.